# 콘텐츠 전송 네트워크
콘텐츠 전송 네트워크(content delivery network 또는 content distribution network (CDN))는 콘텐츠를 효율적으로 전달하기 위해 여러 노드를 가진 네트워크에 데이터를 저장하여 제공하는 시스템을 말한다. 인터넷 서비스 제공자(ISP)에 직접 연결되어 데이터를 전송하므로, 콘텐츠 병목을 피할 수 있는 장점이 있다.
CDN의 목적은 높은 사용성과 효율로 사용자에게 콘텐츠를 전달함에 있다. CDN은 오늘날 인터넷에 존재하는 콘텐츠의 상당수를 서비스하고 있는데 이에는 웹 요소 (텍스트, 그래픽, 스크립트), 다운로드 가능한 요소 (미디어 파일, 소프트웨어, 문서), 애플리케이션 (전자상거래, 포털), 실시간 미디어, 주문형 스트리밍, 그리고 소셜 네트워크 등이 있다.
미디어 회사나 전자상거래 업체와 같은 콘텐츠 제공자는 그들의 콘텐츠를 사용자들에게 전달하기 위해서 CDN 회사에 사용료를 지불한다. 반대로, CDN은 ISP, 이동통신사업자, 그리고 네트워크 사업자들에게 데이터 센터에서의 서버 호스팅 비용을 지불한다. 더 나은 퍼포먼스와 사용성 이외에도 CDN은 콘텐츠 제공자의 서버의 트래픽을 덜어주어 콘텐츠 제공자의 비용을 줄여준다. 추가로, CDN은 대규모 분산 서버 장비로 공격 트래픽을 완화할 수 있으므로 콘텐츠 제공자에게 DoS 공격에 대해서 어느정도 보호해 줄 수 있다. 초기 대부분의 CDN은 CDN이 소유하고 동작하는 서버를 사용하는 콘텐츠만 서비스하였으나 최신 트랜드는 P2P기술을 이용하는 하이브리드 모델을 사용하는 것이다. 하이브리드 모델에서 콘텐츠는 지정된 서버 그리고 주변 컴퓨터(peer-user-owned)를 모두 사용한다.

## 같이 보기
- 응용 소프트웨어
- 데이터 센터
- 디지털 텔레비전
- 에지 컴퓨팅
- 인터넷 라디오
- 인터넷 텔레비전
- InterPlanetary File System
- IPTV
- 멀티캐스트
- OTT 서비스
- P2PTV
- 푸시 기법
- 서비스형 소프트웨어
- 스트리밍
- 웹캐스트
- 사이버콘텐츠 중개상
- 인터넷 텔레비전